# 月球1A號
月球1A號（Луна-1А）也稱為月球E-1 1號或月球1958 A，是蘇聯的月球探測器，它由東方號運載火箭-L於1958年9月23日發射，92秒後運載火箭解體爆炸。